# Brisingr
Brisingr é o terceiro e penúltimo livro do Ciclo da Herança, saga escrita pelo escritor estadunidense Christopher Paolini. 
Deveria ser o último volume da série, inicialmente planejada para ser composta por três livros. Expandida para mais um volume, desde então a série até então conhecida como Trilogia da Herança tornou-se o Ciclo da Herança.
Em 16 de janeiro de 2008, foi revelada oficialmente a capa e o título do volume. No Brasil, Brisingr foi lançado no dia 22 de novembro de 2008, pela editora Rocco .
A saga acompanha a vida de Eragon, um Cavaleiro de Dragão na Alagaësia, que luta com seu dragão, Saphira, para acabar com o reinado do Cavaleiro do mal, Galbatorix.
A história começa logo depois de Murtagh virar um Cavaleiro de Dragões, junto de um dragão vermelho, Thorn (Espinho, em português), e revelar a Eragon que ele é filho de Morzan, o mais poderoso dos Renegados e fiel servo de Galbatorix. Murtagh e Eragon lutam novamente, Eragon usa o poder dos 12 elfos e ganha a batalha. O rei dos anões morre, mas surge um novo. Oromis se revela e luta contra Murtagh. Eragon se transforma e fica semelhante a um elfo.

## Enredo e acontecimentos importantes
1. Eragon parte com Roran para Helgrind para matar os Ra`zac e resgatar Katrina;
2. Eragon também resgata Sloan, que ficou sem os dois olhos devido aos ataques do Ra`zac e envia-o para Ellesméra ao descobrir seu verdadeiro nome. Katrina e Roran não sabem disto. Caso Sloan mude a sua atitude em Ellesméra, talvez seja concedida a visão ao talhante;
3. Nasuada presta um teste de facas longas e com isso conquista a lealdade das Tribos Nómades e seus respectivos líderes;
4. Arya encontra Eragon no caminho de volta de Helgrind e conta a ele que teve um relacionamento com o elfo Fäolin, que fora morto na emboscada de Durza; que Galbatorix lançou um feitiço (cuja consequência é a morte) para quem descobrisse o seu verdadeiro nome e também lhe falou do banimento dos nomes dos dragões dos Renegados;
5. Katrina engravida. O pai é, naturalmente, Roran, que acaba casando com ela durante o livro;
6. Eragon volta aos Varden e lança uma contra-maldição em Elva, mas ela acaba por continuar a sentir a dor das pessoas, no entanto, não é obrigada a ajudá-las, habilidade que ela prefere manter, já que, de qualquer maneira, nunca seria igual às outras pessoas;
7. Eragon e Saphira duelam com Murtagh e Thorn. Apesar da dupla vilã ser mais forte (por terem Eldunarí - ver adiante), ela é derrotada facilmente, pois a ajuda fornecida pelos elfos supera os Eldunarí de Murtagh e Thorn. Durante a luta nota-se uma extrema superioridade de Saphira em relação a Thorn. Eragon recorda-se de uma maneira de salvar Murtagh do controle de Galbatorix, mas que requer grande esforço da parte do Cavaleiro adversário. Murtagh considera a hipótese, mas de momento nada pode fazer senão obedecer às ordens do rei, visto que este emendou todas as possíveis falhas no seu controlo sobre Murtagh, mas este mostra uma "ânsia desesperada" tranfigura-lhe as feições. Thorn mostra tristeza e confusão. Simultaneamente, ocorre o ataque dos "homens que não sentem dor"(guerreiros do império enfeitiçados para não sentir dor);
8. Eragon realiza o casamento de Roran e Katrina após o ataque dos "homens que não sentem dor";
9. Eragon parte para Farthen Dûr para comparecer à escolha do novo rei dos Anões.
10. O Clã Az Sweldn Rak Anhûin ataca Eragon durante a sua estadia em Farthen Dûr e, após uma  investigação de Orik, foi possível provar o crime. A punição foi o banimento do clã e de seu líder, Vermûnd;
11. Orik, grimstborith do Dûrgrimst Ingeitum, é eleito o novo grimstnzborith (rei dos anões);
12. Saphira restaura Isidar Mithrim durante a coroação de Orik;
13. Eragon volta à Ellesméra e descobre que Brom teve uma relação com Selena (a mãe de Eragon), o que explica o verdadeiro motivo de Selena ter fugido de Morzan, de modo que Eragon é filho de Brom e não de Morzan (explicando o motivo de Brom ter se instalado em Carvahall, para poder proteger Eragon);
14. Eragon descobre por Oromis que a fonte de poder de Galbatorix é sua "coleção" de Eldunarí, o mais profundo do coração dos dragões. Galbatorix tem centenas destes, os quais obriga a servi-lo por meios de magia negra;
15. Eragon e Saphira concluem seu treinamento com Oromis e Glaedr em Ellesméra. Glaedr dá a Eragon o seu coração dos corações;
16. Rhûnon, a antiga ferreira de Ellesméra (que forjou todas espadas de Cavaleiro existentes) forja, usando o corpo de Eragon, uma nova espada para ele com o material conhecido como Aço de Luz, que Eragon encontra debaixo das raízes da árvore Menoa segundo o conselho do menino-gato Solembum. Eragon dá à espada o nome de Brisingr (que na língua antiga quer dizer Fogo), e este parece ser o nome verdadeiro da espada, pois ela reage como nenhuma outra já fez quando seu nome é pronunciado: acende-se em chamas;
17. Eragon retorna aos Varden e chega durante o cerco à Feinster, e enfrenta um novo inimigo, um novo Espectro, Varaug, que Arya acaba por matar com ajuda de Eragon.
18. Oromis é assassinado por Galbatorix, que penetra no corpo de Murtagh e Thorn durante a sua luta;

## Personagens principais
Eragon - Esperto rapaz de 17 anos, com o nome do primeiro Cavaleiro, foi abandonado pela sua mãe Selena que está aparentemente morta. Esta abandonou-o à nascença em Carvahall com o seu irmão Garrow, tio de Eragon, e o seu filho Roran, primo de Eragon. Eragon era um simples caçador até que um dia encontrou uma pedra azul na Espinha. Mais tarde esta pedra revela ser um ovo de dragão fêmea, que mais tarde é chamada de Saphira, por sugestão de Brom, o pai de Eragon, conforme contado no livro Brisingr. Durante a história, é chamado por vários nomes, tais como Matador de Espectros e Argetlam. Como personagem principal, não tem pai ou mãe(Brom e Selena, como descoberto no livro Brisingr), no começo da trama.
Saphira - A dragoa de Eragon e a sua melhor amiga. Saphira, apesar de mais nova do que ele, sente-se a sua protetora e herdou a sabedoria dos antigos dragões e é mais inteligente que os humanos, embora alguns pensem que é só um monstro. Saphira é mesmo o primeiro dragão nascido desde que começou a ditadura de Galbatorix. Tem uma ligação mental com Eragon. As suas escamas são azuis. Durante muito tempo, Saphira pensa ser o último dragão livre existente, embora mais tarde se descubra que tal não é verdade, havendo mais dois dragões machos e ainda um ovo por eclodir, também macho (Não contabilizamos com Shruikan, pois ele não possui escolha própria e apenas obedece Galbatorix).
Galbatorix - Galbatorix é o imperador da Alagaësia, ele era um promissor jovem cavaleiro, mas se tornou arrogante pelo seu talento.
Em uma viagem com dois amigos foram atacados por um grupo de Urgal e seus amigos foram mortos com seu dragão. Enlouquecido pela perda, vagou pela Espinha por muito tempo matando tudo que encontrava.
Quando foi achado e levado ao conselho dos Cavaleiros exigiu um novo dragão, mas o pedido foi negado. 
Fugiu dos Cavaleiros de Dragão e aprendeu magia negra com um Espectro.
Quando os Cavaleiros desistiram de procurar por ele, ele se encontrou com um Cavaleiro chamado Morzan que Galbatorix convenceu a ajudá-lo, juntos eles roubaram um dragão filhote (Shruikan), que Galbatorix, com ajuda da magia negra, forçou a se unir a ele.
Após treinar Morzan na magia negra e seu dragão negro se tornar adulto eles atacaram os Cavaleiros.
Como Galbatorix era muito poderoso ele matou muitos e convenceu 12 Cavaleiros a se aliarem a ele, com Morzan eles ficaram conhecidos como Os Renegados.
Após derrotar os Cavaleiros ele se proclamou rei de toda a Alagaësia.